# GLSL
GLSL(OpenGL Shading Language, OpenGL 셰이딩 언어)는 C 언어를 기초로 한, 상위 레벨 셰이딩 언어이다. GLslang로도 알려져 있다. HLSL과 유사한 이 언어는 어셈블리 언어나 하드웨어에 의존한 언어를 사용하지 않고, 개발자가 그래픽스 파이프라인을 직접 제어할 수 있도록 OpenGL ARB(Architecture Review Board)가 책정하였다.
GLSL은 프로파일이 있어서 개발자는 Cg로 개발한 코드를 바로 변환할 수도 있다.

## 특징
- 매킨토시나 윈도우, 리눅스 등의 여러 운영 체제 간의 호환성을 지원한다.
- GLSL을 지원하는 어떠한 제조사의 그래픽 카드에서도 동작하는 셰이더를 쓸 수 있다.
- 하드웨어 제조사는 그래픽 카드 장치 드라이버 내에 GLSL 컴파일러를 포함할 수 있도록 지원한다. 이 덕분에, 그 그래픽 카드의 마이크로아키텍처에 최적화된 코드를 만들 수 있다.

## 버전
GLSL 버전은 OpenGL API의 특정 버전과 함께 진화해왔다. GLSL과 OpenGL 메이저, 마이너 버전이 매칭되는 OpenGL 버전 3.3 이상에서만 지원된다.
GLSL과 OpenGL의 이 버전들은 다음의 표와 관련된다:
| GLSL 버전 | OpenGL 버전 | 날짜             | 셰이더 전처리기 |
| --------- | ----------- | ---------------- | --------------- |
| 1.10.59   | 2.0         | 2004년 4월 30일  | #version 110    |
| 1.20.8    | 2.1         | 2006년 9월 7일   | #version 120    |
| 1.30.10   | 3.0         | 2009년 11월 22일 | #version 130    |
| 1.40.08   | 3.1         | 2009년 11월 22일 | #version 140    |
| 1.50.11   | 3.2         | 2009년 12월 4일  | #version 150    |
| 3.30.6    | 3.3         | 2010년 3월 11일  | #version 330    |
| 4.00.9    | 4.0         | 2010년 7월 24일  | #version 400    |
| 4.10.6    | 4.1         | 2010년 7월 24일  | #version 410    |
| 4.20.11   | 4.2         | 2011년 12월 12일 | #version 420    |
| 4.30.8    | 4.3         | 2013년 2월 7일   | #version 430    |
| 4.40.9    | 4.4         | 2014년 6월 16일  | #version 440    |
| 4.50.7    | 4.5         | 2017년 5월 9일   | #version 450    |
| 4.60.5    | 4.6         | 2018년 6월 14일  | #version 460    |

OpenGL ES과 WebGL은 OpenGL ES Shading Language, 간단히 줄여 GLSL ES를 사용한다.
| GLSL ES 버전 | OpenGL ES 버전 | WebGL 버전 | GLSL 버전 기반 | 날짜            | 셰이더 전처리기 |
| ------------ | -------------- | ---------- | -------------- | --------------- | --------------- |
| 1.00.17      | 2.0            | 1.0        | 1.20           | 2009년 5월 12일 | #version 100 es |
| 3.00.6       | 3.0            | 2.0        | 3.30           | 2016년 1월 29일 | #version 300 es |

## 예제

### 간단한 GLSL 버텍스 셰이더
다음은 고정 기능 파이프 라인과 마찬가지로 입력 정점을 변환한다.
```
 
void
 
main
 
(
void
)

 
{

     
gl_Position
 
=
 
ftransform
 
();

 
}

```

ftransform()는 GLSL 1.40과 GLSL ES 1.0에서 지원되지 않는다. 대신, 프로그래머는 새로운 OpenGL 3.1 표준에 따라 모델 뷰 행렬과 투영 행렬을 명시적으로 지정할 필요가 있다.
```
 
# version 140

 
uniform
 
mat4
 
projectionMatrix
;

 
uniform
 
mat4
 
modelviewMatrix
;

 
in
 
vec3
 
position
;

 
void
 
main
 
(
void
)

 
{

     
gl_Position
 
=
 
projectionMatrix
 
*
 
modelviewMatrix
 
*
 
vec4
 
(
position
,
 
1.0
);

 
}

```

### 간단한 GLSL 지오메트리 셰이더
```
 
layout
 
(
triangles
)
 
in
;

 
layout
 
(
triangle_strip
,
 
max_vertices
 
=
 
3
)
 
out
;

 
in
 
Input

 
{

     
vec4
 
Position
;

 
}
 
VSout
 
[
3
];

 
void
 
main
 
(
void
)

 
{

     
for
 
(
int
 
i
 
=
 
0
;
 
i
 
<
3
;
 
i
 
+
 
+
)

     
{

         
gl_Position
 
=
 
VSout
 
[
i
].
 
Position
;

         
EmitVertex
 
();

     
}

     
EndPrimitive
 
();

 
}

```

### 간단한 GLSL 프레그먼트 셰이더
```
 
void
 
main
 
(
void
)

 
{

     
gl_FragColor
 
=
 
vec4
 
(
1.0
,
 
0.0
,
 
0.0
,
 
1.0
);

 
}

```

## 같이 보기
- 3차원 컴퓨터 그래픽스
- 크로노스 그룹
- WebGL
- LWJGL